# Daniel Gordon
Daniel Gordon (Dortmund, 16 de janeiro de 1985) é um futebolista alemão que representa a Jamaica em competições internacionais.